# Johann Martin Landenberger
Johann Martin Landenberger (* 28. August 1804 in Ebingen; † 4. April 1873 in Stuttgart) war ein württembergischer Unternehmer und Politiker.

## Familie
Johann Martin Landenberger war der Sohn des Ebinger Fabrikanten Johann Martin Landenberger (1776–1850) und der Anna Maria Kaufmann (1783–1923). Er hatte siebzehn Geschwister, von denen allerdings fünfzehn früh starben. 1828 heiratete er Rosina Barbara Rümelin (1805–1886), sie hatten ein Kind.

## Beruf
Landenberger war Fabrikant in Ebingen. In der von seinem Vater gegründeten Fabrik stellte er Manchester (geripptes Textilgewebe) her.

## Politik
Von 1862 bis 1868 war Johann Martin Landenberger für den Wahlkreis Balingen Mitglied der Zweiten Kammer des Württembergischen Landtags.